# イッツ・ア・ビューティフル・デイ
「イッツ・ア・ビューティフル・デイ」（It's A Beautiful Day）は、イギリスのロックバンドのクイーンの楽曲で、メインボーカルのフレディ・マーキュリーの死後の1995年に発表されたアルバム『メイド・イン・ヘヴン』の1曲目で、シングル「ヘヴン・フォー・エヴリワン」のB面にも収録された。

## 概要
本曲のボーカルとピアノのパートは1980年にミュンヘンのミュージックランドスタジオで、アルバム『ザ・ゲーム』のセッション時に即興で録音されたものである。また、このアルバムに収録するために演奏時間が増やされたほか、新たに楽器がオーバーダビングされるなどしている。因みに1980年に録音されたオリジナルのバージョンは、2011年にリマスタリングを施し再発された『ザ・ゲーム』のボーナスEPに収録されている。
アルバムの11番目に収録されているリプライズバージョンは、最初は元のバージョンと同じだが、途中からハード調になり、「Yeah」というフレディの声やクイーン初のヒット曲である「輝ける7つの海」の冒頭のピアノリフがサンプリングされている。二度目の「Yeah」だけが別トラックになっていて、その次の隠しトラック（TRACK 13)に続く。
TRACK13は『メイド・イン・ヘヴン』のシークレットトラックで、「イッツ・ア・ビューティフル・デイ」の前奏を約20分ほどまで引き延ばし、そこに効果音やフレディの声を随所にちりばめた曲となっている。

## 参加ミュージシャン
- フレディ・マーキュリー - リードヴォーカル、ピアノ
- ブライアン・メイ：エレクトリック・ギター
- ロジャー・テイラー：パーカッション
- ジョン・ディーコン：ベース・ギター、キーボード

## タイアップ
- HONDA『FIT』CMソング[1] (2007年)